# Адингра, Симон
Симо́н Кофи́ Адингра́ (фр. Simon Kofi Adingra; род. 1 января 2002, Ямусукро) — ивуарийский футболист, вингер английского клуба «Сандерленд» и сборной Кот-д’Ивуара.

## Клубная карьера
Симон начал заниматься футболом в ганской академии «Право на мечту». В январе 2020 года попал в молодёжную команду «Норшелланна». Дебютировал за взрослую команду клуба 18 апреля 2021 года в матче против «Копенгагена».
24 июня 2022 года английский клуб «Брайтон энд Хоув Альбион» объявил о трансфере Адингра. Он подписал контракт с новой командой на 4 года. 4 июля 2022 года ушёл в сезонную аренду в бельгийский клуб «Юнион».

## Карьера в сборной
В марте 2023 года Адингра получил свой первый вызов в сборную Кот-д’Ивуара на два отборочных матча Кубка африканских наций против сборной Комор.

## Достижения
Сборная Кот-д’Ивуара
- Обладатель Кубка африканских наций: 2023